# Konståkning vid olympiska vinterspelen 1932 – Singel herrar
- 8-9 februari 1932

Det var tolv deltagare från åtta nationer. Gillis Grafström försvarade inte sitt OS-guld från 1928.

## Medaljer
| Gren          | Guld               | Silver                 | Brons                   |
| Singel herrar | Karl Schäfer (AUT) | Gillis Grafström (SWE) | Montgomery Wilson (CAN) |

## Resultat
| Plats | Utövare           | Stilpoäng |
| ----- | ----------------- | --------- |
| 1     | Karl Schäfer      | 2602.0    |
| 2     | Gillis Grafström  | 2514.5    |
| 3     | Montgomery Wilson | 2448.3    |
| 4     | Marcus Nikkanen   | 2420.1    |
| 5     | Ernst Baier       | 2334.8    |
| 6     | Roger Turner      | 2297.6    |
| 7     | J. Lester Madden  | 2149.6    |
| 8     | Gail Borden       | 2110.8    |
| 9     | Kazuyoshi Oimatsu | 1978.6    |
| 10    | Walter Langer     | 1964.3    |
| 11    | William Nagle     | 1884.8    |
| 12    | Ryuichi Obitani   | 1856.7    |

Huvuddomare:
- Joel B. Liberman

Domare:
- Yngvar Bryn
- Herbert J. Clarke
- Paul Baudouin
- Walter Jakobsson
- J. Cecil McDougall
- Jenő Minnich
- Charles M. Rotch